# 포르탈레자 메트로

포르탈레자 메트로 로고

포르탈레자 메트로(포르투갈어: Metrô de Fortaleza) 또는 간단히 메트로포르(METROFOR)는 브라질 세아라주 포르탈레자의 도시철도 시스템이다. 2개 노선으로 구성된 43km(27마일)의 철도 노선을 운영하고 있다.